# Čas odejít
Čas odejít (1995, Time to Depart) je historický detektivní román anglické spisovatelky Lindsey Davisové. Jde o sedmý díl dvacetidílné knižní série, odehrávající se v antickém Římě za vlády císaře Vespasiana. Jejím hlavním hrdinou je soukromý informátor (vlastně soukromý detektiv) Marcus Didius Falco, který je také vypravěčem románu.

## Obsah románu
Na podzim roku 72, po návratu ze zemí na východní hranici Římské říše, se Falco okamžitě zaplete do vyšetřování zločinů, kterými pouliční gangy v Římě terorizují celé město. Císař Vespasianus drží sice moc pevně v rukou, ale ve městě dochází k podvodům, únosům a vraždám. Falconův přítel Petronius, velitel aventinské hlídky vigilů (vlastně římské policie), konečně chytí jednoho z předních zločinců v Římě, Balbina Pia. Ten je následně odsouzen k smrti, ale podle římského práva může každý římský občan odsouzený k smrti odejít do exilu s tím, že se už nikdy nesmí do Říma vrátit (tato možnost vycházela z myšlenky, že pro římského občana je vyhnanství mimo hranice Říše horší, než samotná smrt). Po odchodu Balbina však V Římě loupeže, vraždy a únosy pokračují a zdá se, že Balbinovo místo zaujal jiný vůdce. Vespasianus pověří Falcona, aby věc vyřešil, díky čemuž se octne ve smrtelném nebezpečí.
Kromě toho se Falco dozví od své přítelkyně Heleny Justiny, dcery senátora Decima Camilla Vera, že bude brzy otcem.

## Česká vydání
- Čas odejít (Praha: BB/art 2006), přeložila Alena Jindrová-Špilarová.